# 金鳳男
金鳳男（韓語：김봉남）藝名安德烈·金（法語：André Kim；1935年8月24日—2010年8月12日）是韓國時尚設計師。
金鳳男1935年生於日佔朝鮮京畿道高陽市的農民家庭，於1962年踏入時裝界，於1966年首度於巴黎舉行時裝展覽。1988年夏季奥林匹克运动会，他曾為韓國隊設計制服，之後的每一屆國際奧委會舉辦活動，他都獲邀出席。為慶祝2008年夏季奥林匹克运动会，他獲邀在風帆項目的舉辦城市青島舉辦時裝表演，並請得韓國偶像艺人金來沅作表演嘉賓。
金鳳男的時裝設計被認為是結合古典設計和未來元素於一身。
另外他在2006年由IMC Games開發的奇幻MMORPG「王者之劍」擔任可操控的NPC角色「安德烈．詹茲爾」